# Álvaro Vázquez
Álvaro Vázquez García (ur. 27 kwietnia 1991 w Badalonie) – hiszpański piłkarz, występujący na pozycji napastnika w indyjskim klubie FC Goa.

## Kariera klubowa
Swoją karierę piłkarską Álvaro rozpoczynał w amatorskich klubach Trajana i CF Damm. Następnie podjął treningi w juniorach Espanyolu. W 2009 roku został członkiem zespołu rezerw Espanyolu i w sezonie 2009/2010 grał w nim w Segunda División B. W 2010 roku awansował do pierwszego zespołu Espanyolu. 21 września 2010 zadebiutował w przegranym 0:3 wyjazdowym meczu z Realem Madryt. 26 września 2010 w zwycięskim 1:0 domowym spotkaniu z Osasuną strzelił swojego pierwszego gola w hiszpańskiej pierwszej lidze. W sezonie 2010/2011 pełnił rolę zmiennika dla Pabla Daniela Osvaldo, a w sezonie 2011/2012 był podstawowym zawodnikiem Espanyolu.
Latem 2012 roku Álvaro podpisał kontrakt z Getafe CF. W Getafe swój debiut zanotował 15 września 2012 w przegranym 1:4 domowym spotkaniu z Barceloną.
Po odejściu z Getafe, reprezentował barwy takich klubów jak: Swansea City, RCD Espanyol, Gimnàstic Tarragona, Real Saragossa, Sporting Gijón, CE Sabadell oraz Kerala Blasters. 24 czerwca 2022 roku podpisał dwuletni kontrakt z indyjskim klubem FC Goa.
| Sezon   | Klub                | Kraj      | Rozgrywki          | Mecze | Bramki |
| ------- | ------------------- | --------- | ------------------ | ----- | ------ |
| 2009/10 | RCD Espanyol B      | Hiszpania | Segunda División B | 18    | 8      |
| 2010/11 | RCD Espanyol        | Hiszpania | Primera División   | 30    | 4      |
| 2011/12 | RCD Espanyol        | Hiszpania | Primera División   | 28    | 5      |
| 2012/13 | RCD Espanyol        | Hiszpania | Primera División   | 2     | 1      |
| 2012/13 | Getafe CF           | Hiszpania | Primera División   | 29    | 4      |
| 2013/14 | Getafe CF           | Hiszpania | Primera División   | 1     | 0      |
| 2013/14 | Swansea City        | Anglia    | Premier League     | 12    | 0      |
| 2014/15 | Getafe CF           | Hiszpania | Primera División   | 21    | 7      |
| 2015/16 | Getafe CF           | Hiszpania | Primera División   | 34    | 5      |
| 2016/17 | Getafe CF           | Hiszpania | Segunda División   | 1     | 0      |
| 2016/17 | RCD Espanyol        | Hiszpania | Primera División   | 10    | 0      |
| 2017/18 | Gimnàstic Tarragona | Hiszpania | Segunda División   | 15    | 4      |
| 2018/19 | Real Saragossa      | Hiszpania | Segunda División   | 31    | 10     |

## Kariera reprezentacyjna
Álvaro grał w młodzieżowych reprezentacjach Hiszpanii na różnych szczeblach wiekowych. W 2011 roku zagrał na Mistrzostwach Świata U-20. W 2010 zadebiutował w reprezentacji Katalonii.